# نویو اسکالا
نویو اسکالا (به ایتالیایی: Nevio Scala) (زاده ۲۲ نوامبر ۱۹۴۷ در لوتزو آتستینو) از مربیان بنام ایتالیایی است. او چه بعنوان مربی و چه بعنوان بازیکن افتخارات فراوانی را کسب کرده و بیشتر بخاطر دوران مربیگریش در پارما از او یاد می‌شود.

## دوران بازی
او فوتبال خود را از تیم جوانان میلان آغاز کرد و در سن ۱۸ سالگی به تیم اصلی میلان تحت هدایت نرئو روکو راه یافت. او در بسیاری از تیم‌های ایتالیایی بازی کرد و فوتبال خود را در سری بی به پایان برد. افتخارات او در دوران بازی شامل قهرمانی لیگ ایتالیا، جام در جام اروپا در سال ۱۹۶۸ و جام باشگاه‌های اروپای ۱۹۶۹ می‌شود.

## دوران مربیگری
او در دوران مربیگری همانند دوران بازیش مستعد بود و افتخارات فراوانی را همراه تیم‌های گوناگون کسب کرد اما دوران پارمای او پرشکوه‌تر از سایر دوران مربیگریش بود.
او مربیگری در پارما را از سری بی آغاز کرد. آریگو ساکی مربی قبلی پارما به آ.ث. میلان پیوسته بود و باشگاه نویو اسکالا را جایگزین او کرده بود.
پارما برای نخستین بار تحت هدایت اسکالا به سری آ راه یافت و در دومین سال حضور وی قهرمان کوپا ایتالیا شد. اسکالا سال بعد تیم را در رقابت‌های جام در جام هدایت کرد و قهرمانی در آن جام را از آن پارما کرد. در ادامه میلان بزرگ آن زمان را در بازی سوپر جام اروپا شکست داد و در لیگ با شکست دادن میلان رکورد افسانه‌ای فابیو کاپلو را در عدد ۵۸ متوقف کرد.
در ادامه او در دورتموند جانشین اوتمار هیتسفیلد شد و دورتموند را فاتح جام بین قاره‌ای کرد.